# أندريه راسيل
أندريه راسيل (29 أبريل 1988 في جامايكا - ) (بالإنجليزية: Andre Russell)‏ هو لاعب كريكت أسترالي. شارك مع منتخب الهند الغربية للكريكت ومنتخب جامايكا الوطني للكريكت. أما مع النوادي، فقد لعب مع كلكتا نايت رايدرز ونادي مقاطعة ورسسترشاير للكريكيت ‏ وKhulna Tigers ‏ وMelbourne Renegades ‏ ودلهي كابيتالز وSydney Thunder ‏.

## وصلات خارجية
- أندريه راسيل على موقع إي آس بي آن كريك إنفو (الإنجليزية)
- أندريه راسيل على موقع ويزدن الهند (الإنجليزية)